# Svenja Wunsch
Svenja Wunsch (* 8. Februar 2000) ist eine deutsche Handballspielerin, für den TSG Ketsch aufläuft.

## Karriere
Wunsch begann das Handballspielen beim SV Sandweier. Ab 2016 spielte sie für die SG Kappelwindeck/Steinbach in der Jugendbundesliga und in der 3. Liga. In der Saison 2016/17 erhielt sie ein Zweitspielrecht für die TS Ottersweier in der Baden-Württemberg Oberliga. Zur Saison 2020/21 wechselte sie zur HSG Freiburg in die 2. Bundesliga. Nach dem Abstieg des HSG Freiburg in die 3. Liga wechselte sie 2021 zum VfL Waiblingen. Mit dem VfL Waiblingen stieg sie 2022 in die 1. Bundesliga auf. Ein Jahr später trat sie mit Waiblingen den Gang in die Zweitklassigkeit an. Im Sommer 2024 verließ sie den Verein. Ende 2024 wechselte Wunsch zum TSG Ketsch.

## Privates
Sie studierte am KIT Lehramt für Sport und Deutsch. Aktuell befindet sie sich im Referendariat.